# Gunbjörbysjön
Gunbjörbysjön är en sjö i Bengtsfors kommun i Dalsland och ingår i Örekilsälvens huvudavrinningsområde.